# جزر (نبات)
الجَزَر (الاسم العلمي: Daucus) هو جنس نباتي يتبع فصيلة الخيمية من رتبة الخيميات. من أشهر أنواعه الجزر الشائع.

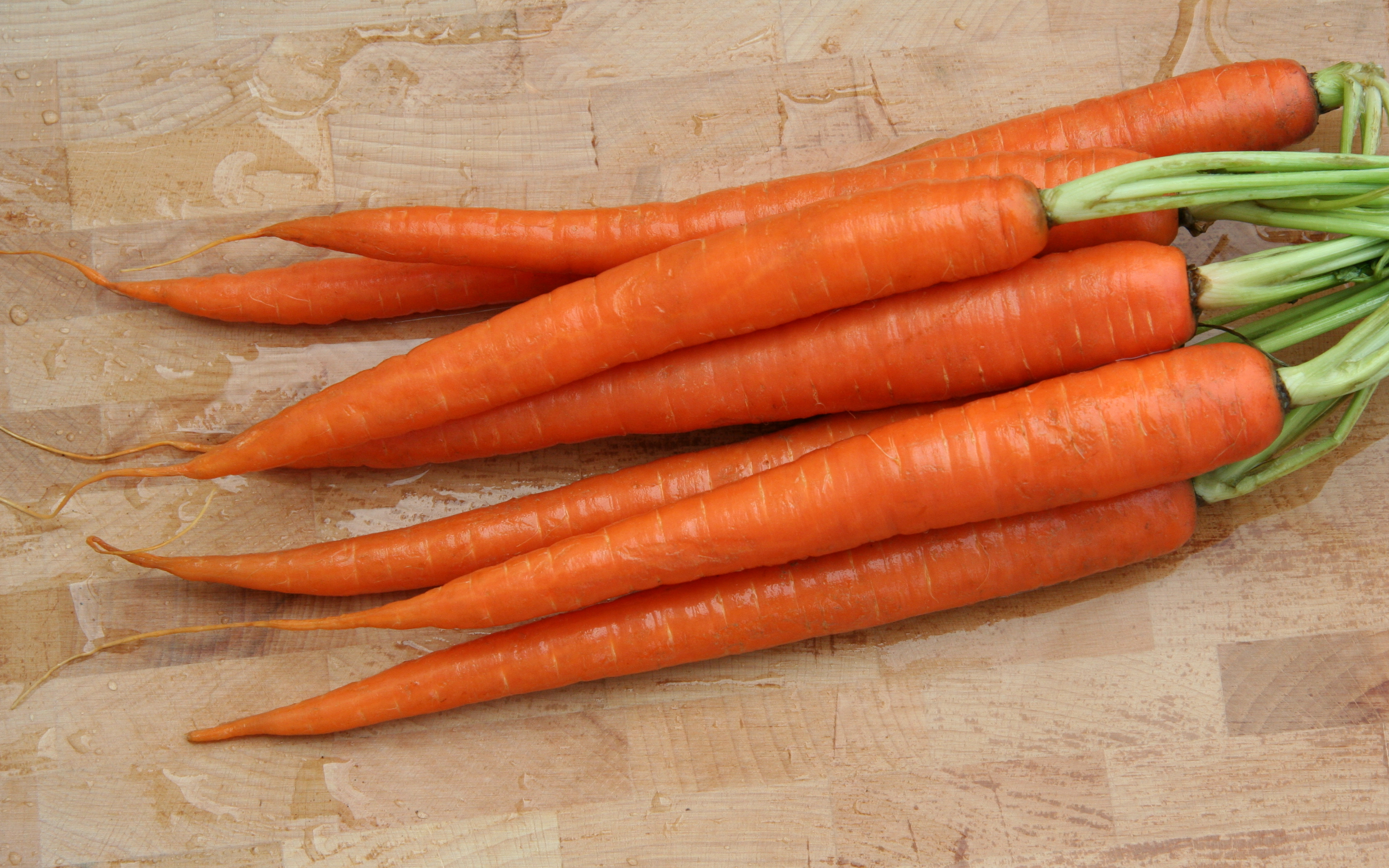
الجزر